# L'Oubliette
Pour plus de détails, voir Fiche technique et Distribution.
Bébé fait son problème est un film muet français réalisé par Louis Feuillade et sorti en 1912.

## Fiche technique
- Titre : L'Oubliette
- Réalisation : Louis Feuillade
- Scénario : Louis Feuillade
- Société de production : Société des Établissements L. Gaumont
- Pays de production :  France
- Langue : film muet avec les intertitres en français
- Format : Noir et blanc — 35 mm — 1,33:1 — Muet
- Métrage : 449 m
- Genre : Film policier
- Durée : 15 minutes
- Date de sortie : 
  - France : octobre 1912

## Distribution
- Renée Carl
- Max Dhartigny
- Sylvette Fillacier : Hélène de Montalban
- René Navarre : Le détective Dervieux
- Suzanne Privat
- Maurice Vinot : Jacques de Montalban